# Néptánc
Néptáncnak nevezzük a nép fogalomkörébe tartozó társadalmi rétegek és csoportok tudatrendszere és esztétikai elvei által meghatározott és a hétköznapitól eltérő mozgásformáját. Tágabb értelmezésben a folklórműfajok egyik ága.

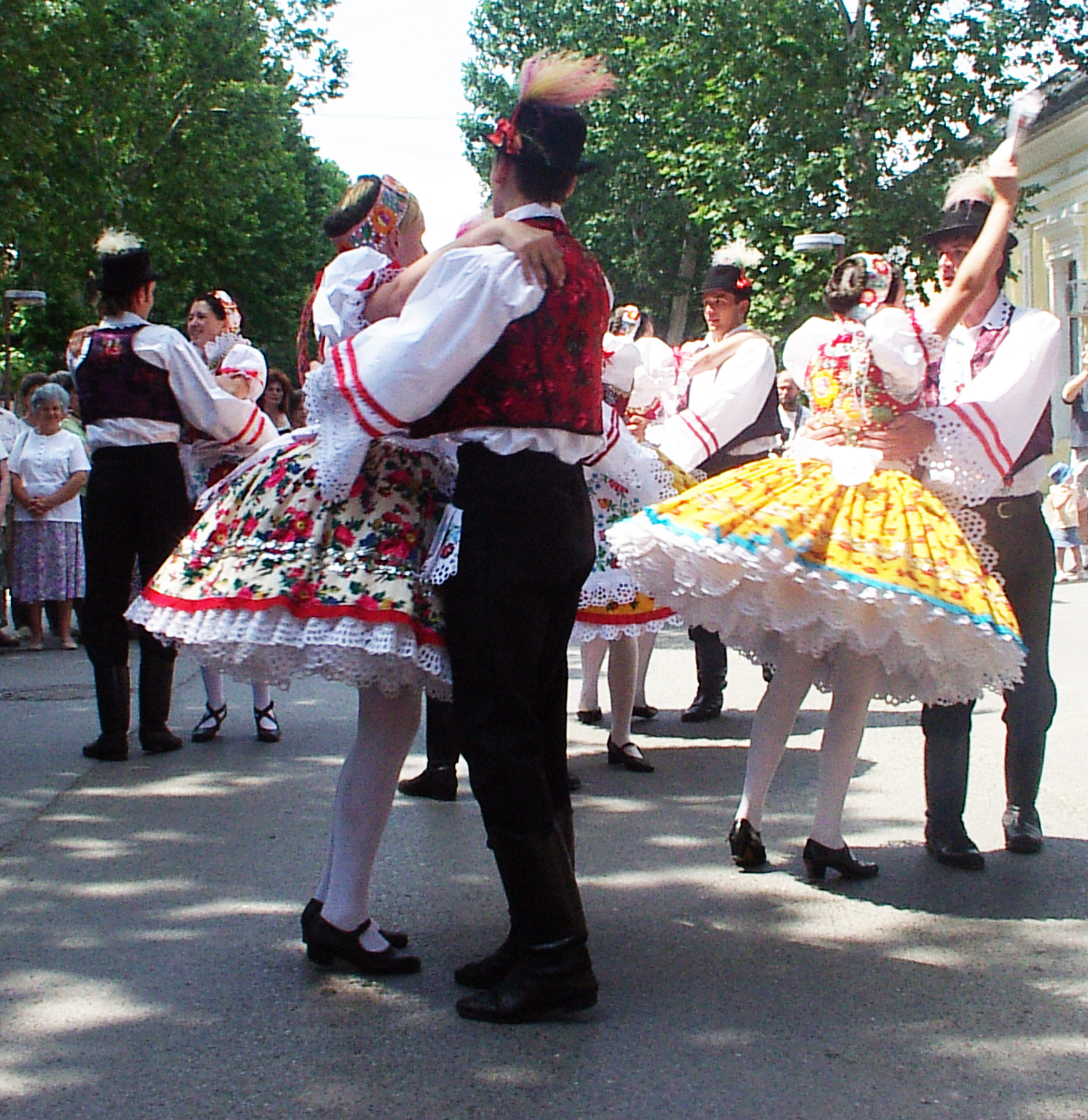
Gyors csárdás

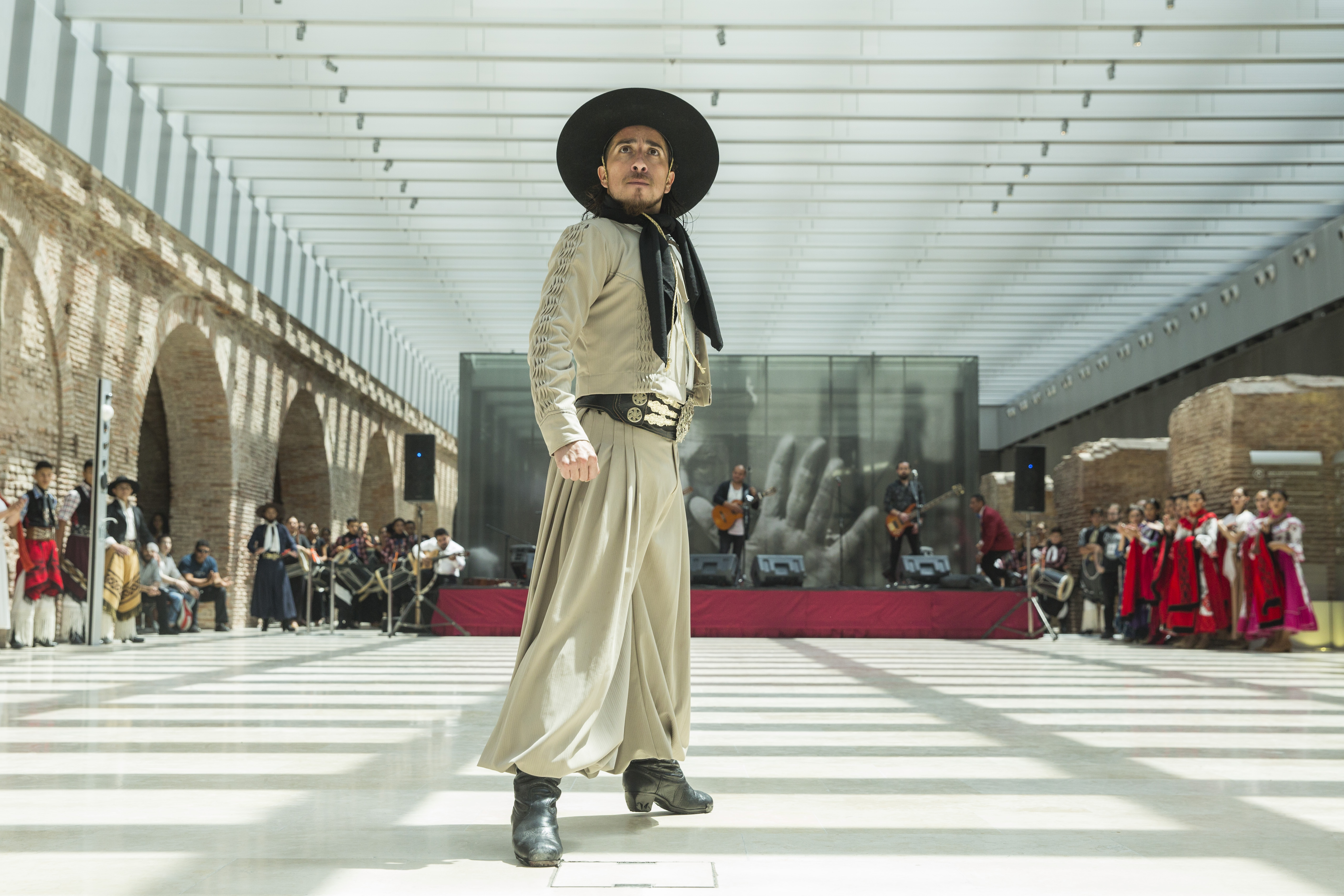
Malambo, argentin néptánc

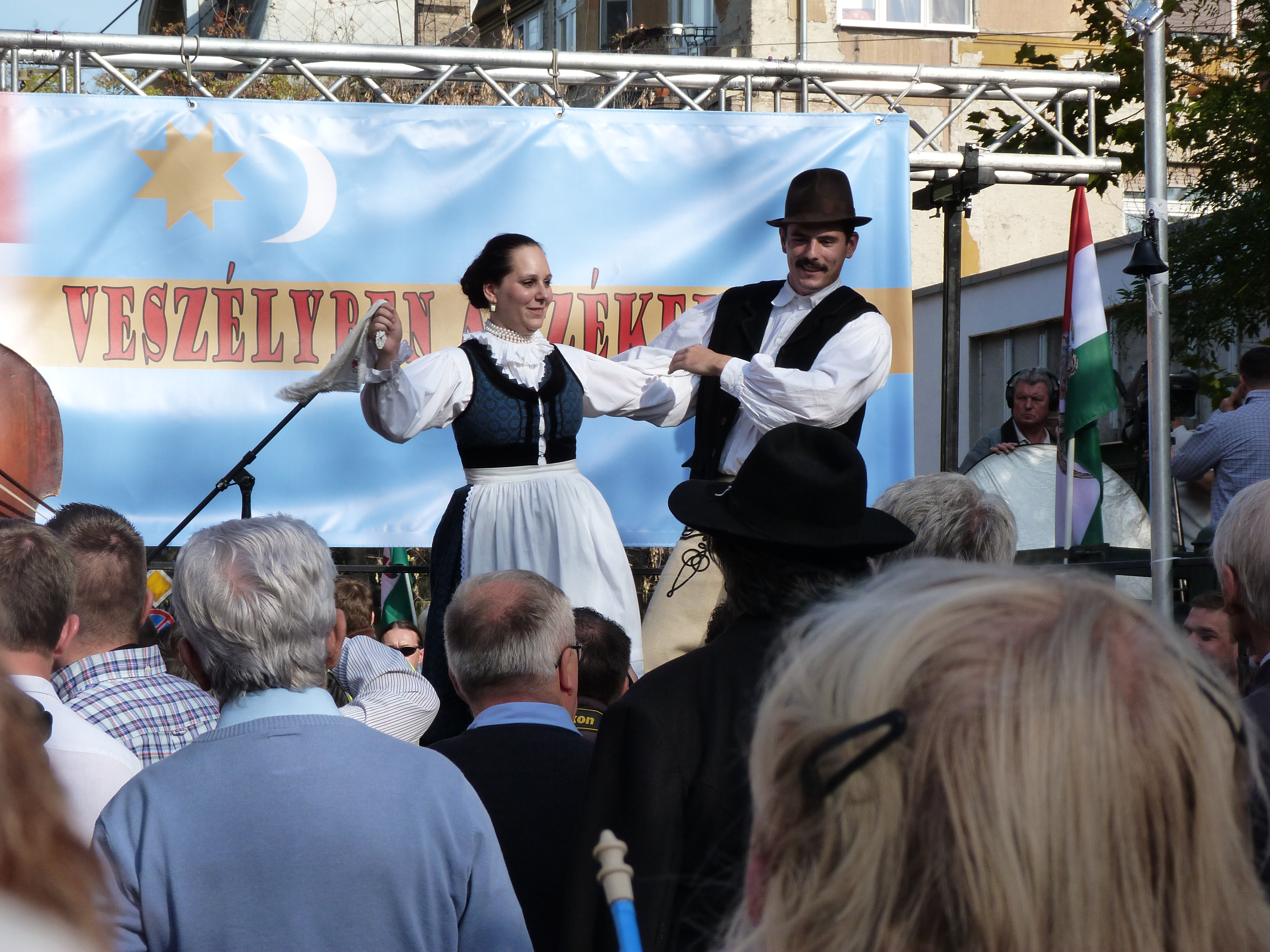
Székely tánc a Székelyek Nagy Menetelésén - 2013

## Kialakulása, fejlődése
Történelme folyamán a nagy területre kiterjedő, sok évszázados-évezredes fejlődés, táji, etnikai és földrajzi egyenetlensége, tagoltsága és a kölcsönhatások nyomán állandó és folyamatos egységesülési és szétágazódási tendencia jellegű szabályosság érvényesült párhuzamosan és egyidejűleg a szájhagyományozás törvényszerűségei szerint. A változatok különbözőségeit a különböző nemzetek, országok kutatói sokáig gyakran nemzeti sajátosságként tüntették fel. A tekintélyes kutatóknak több évtizedes kutatás után bebizonyosodott, hogy a gyakran etnikainak látszó és az egyes vidékeken annak érzett különbségek, a táji és történeti tagolással együtt a fejlődés különböző mértékű fáziseltolódásából adódó eltérések az egyetemes művelődéstörténet korszakaihoz megállapíthatók a tánctörténeti rétegek.
Az európai középkorban gyökereznek a kollektív táncformák. (lánc, füzér, karikázó, rituális és eszközös táncok) A késő középkori majd a reneszánsz kori újabb és újabb divathullámok eredményeként jöttek létre a páros táncok különböző jellegű és bonyolultságú változatai. A polgárosodással párhuzamosan és egy időben terjedtek el Nyugat-Európából keleti irányba a 18-19. században kialakult új stílus a szabályozott, kötött páros táncfajták (ún. polgári társastáncok) és a tájanként különböző intenzitással fennmaradt régebbi stílusok regionális változatai azok, amelyek gyakran etnikus színezetet sugallva jelentik összességükben a gazdag Kárpát-medencei tánckultúrát.

## AKárpát-medenceitánckultúra
- Főbb fajtái:

### Alföldi táncok
Az Alföld tánckultúrája egységesebb, mint a Dunántúlé vagy Erdélyé. Az alföldi táncok sajátosságai a Felföld keleti felének táncaira is jellemzőek. Főként az Alföld északkeleti peremterületein élő pásztorok és cigányok körében élnek pásztortáncok, a párbajszerű  botolók különböző típusai. A leány-karikázó az Alföldön hiányzik, helyette a  körcsárdás divatos. Az  ugrós az Alsó-Tisza-vidéken gyakoribb  oláhos vagy  mars néven. A kötetlen, gazdag motívumkincsű, javarészt csapásoló motívumokból felépülő tánckezdő verbunk az Alföldön általános volt, s az utóbbi évtizedekig főként a Felső-Tisza-vidéken virágzott. Szabályozott formája kivételes. Zenei és mozgásanyaga összefonódik a táncrendben utána következő csárdáséval.
A lassú és friss  csárdás meglehetősen összeolvad. A dunántúlinál jóval gazdagabb lassú és a fent hangsúlyos friss jellemző motívumai: a kétlépéses csárdás, a félfordulós, a páros forgás, valamint a hosszabb ideig is eltartó virtuóz figurázás, csapásolás. A párelengedés itt a  csalogatás játékos tartalma nélkül fordul elő. Gyakoriak a csárdásban a nyíltabb fogásmódok és a kiforgatások. A páros formán kívül a → hármas csárdás és a négyes csárdás (körcsárdás) is kedvelt. A csárdás tempója mérsékeltebb, mint a Dunántúlon, de gyorsabb, mint Erdélyben. Néhol a tánczene és tánctempó (kállai kettős), valamint a táncterminológia (a szatmári Erdőháton: csendes, csárdás, ugrós) megőrizte a régi hármas tagolódás emlékét.
Az Alföld szegényesebb lakodalmi tánckészletéből az északkeleti osztótáncot, valamint a  dramatikus táncokat kell megemlíteni (Oláh leány tánca, tréfás verbuválás).

### Gyimesi csángó táncok
A csángó néven ismert különböző eredetű és lakóhelyű népcsoportok eléggé eltérő tánckincsét egyenként jellemezhető:
1. A moldvai csángók két nagy csoportjának tánckultúrájából az ún. székelyes, déli csángókét ismerjük jobban, az északiakét alig. Táncaik és hangszeres zenéjük a moldvai románság erős hatása alá került. Tánckészletük a Kárpátokon túli, balkáni táncdialektus sajátosságait viseli, vagyis egy-egy faluban egymástól formailag kevéssé, de kísérő dallamában és nevében igen sok (olykor 20–30), kötött szerkezetű tánc él. Táncaik többsége nyitott lánc- vagy zárt kör formájú (korogyászka, tulumba, öves, kezes, hora polka). Páros táncaik szintén a moldvai román páros táncok jellemző, főleg kötött szerkezetű típusai (baraboj, románka, ruszászka). Az erdélyi táncokkal terminológiai, zenei és némi formai kapcsolatot mutató táncaik pl. az ardeleanca, lapos magyaros, magyaros, de doi. Helyenként újabban kötött formájú egyszerű csárdást is táncolnak ismertebb műdalokra. A férfi szólótánc ritka, s rendszerint a cigányászka nevet viseli. Táncaikat elsősorban furulyával (szültü), néha kobzával kísérik. A moldvai csángók tánckincse sok tekintetben régiesebb maradt, mint a moldvai románoké.
2. A gyimesi csángók mintegy 30 táncból álló tánckészletében három táncréteg különböztethető meg, mint általában a déli- és keleti-Kárpátok falvaiban:
a) hagyományos magyar, ill. erdélyi jellegű férfi- és páros táncaik kötetlen szerkezetűek; a verbunk, a féloláhos, a lassú és sebes magyaros, valamint a kettős.
b) Tánckincsük másik részét a kárpáti és moldvai román anyagból kölcsönözték. Ezek kötött szerkezetű nyitott vagy zárt lánctáncformák: héjsza, régi héjsza, tiszti héjsza, kerekes, korobjászka, békási ruszka, csúfos stb.
c) A harmadik réteget a székelység városiasodó kultúrájából s a szász és moldvai román tánckincsből átvett kötött páros táncok jelentik. E csoporton belül tehát magyar (sormagyar), német (hétlépés, háromsirűlős, sánta németes), valamint román (talján porka és a sebese, moldovai és a porkája) eredetű táncokat különböztethetünk meg. Táncaikat a mai napig a jellegzetes kéttagú hegedű- és ütőgardon-együttes vagy olykor furulya kíséri. A csángó táncok a régi székely tánczene leghívebb őrzői.–
3. A hétfalusi csángók táncéletéről keveset tudunk. Általános táncaik a székelység déli szárnya megkopottabb, polgárosodó tánckultúrájának vonásait viselhetik. Mindössze a nevezetes borica táncról van több részletes leírás, mely a téli napforduló szokásköréhez kapcsolódó, rituális elemekkel átszőtt farsangi dramatikus tánc.
4. A bukovinai székelyek tánckultúrájában a mintegy 200 éves bukovinai tartózkodás jelentékeny nyomokat hagyott. Táncéletükben az idegen elemeknek már jelentősebb szerepük van, mint a régi székely táncoknak, bár a Bukovinából hozott tánckincs minden darabját „régi székely örökség”-ként tartják számon máig. A múlt századi polgári táncdivatok hullámaival (bukovinai németek és lengyelek közvetítésével) terjedő kötött páros táncok, pl. a hétfélés c. ciklus darabjai (Az ajtóig meg vissza, csattogtatós, fenyegetős, Ez az Ádámé, köszöntős, rop-rop stb.). A román táncok (hora, szirba, viricses) hatása kisebb volt, mint a német táncoké, de repertoárjukba még orosz és hucul (ruszászka, huculenka) táncok is bekerültek. A magyar, ill. székely eredetű táncanyag már csak töredékes, megkopott változatokban volt összegyűjthető. A lakodalmi 6/8-os női körtánc (körmagyar), a szóló- és páros formában járt silladri jelentik tánckincsük régi rétegét, az új verbunk- és csárdásstílus nem virágzott ki náluk oly mértékben, mint Erdélyben.

### A palóc folklór
Nógrád vármegye folklórjának feltárásával, elemzésével a palóckutatás foglalkozik. Annak ellenére, hogy a néprajztudomány mai eredményei alapján vitatottak a palócság eredetének kérdései, ellentmondásos vélemények vannak jelen az etnikum határairól, területi megoszlásáról és a néprajzi sajátosságok kizárólagos érvényességéről. A palóc népcsoport élete, hagyományai figyelemre méltóak.
A palócok lakta kb. másfélszáz település főként az Északi-középhegység lábainál, a Cserhát, a Mátra és a Bükk-vidék hegységek hegyes dombos vidékein az országhatáron belül, de legfőképpen Nógrád vármegye területén találhatóak. A palóc falvakban sokáig élt és töredékesen ma is él az egyházak tanítása, a hiedelemvilág. A néputánzó, játékos ösztönével alakult ki a naptári év egy egy napjához kapcsolódó tradíciók sora.
Palóc-vidék tánckultúrájának összefoglaló jellegzetessége az új stílusú tánc- és zeneanyag egyeduralma, valamint a leánykörtánc (menyecsketánc) általános elterjedése. A nyugati és keleti vidékek tánckultúrája részletekben különbözik s jobban kapcsolódik a dunántúli, ill. alföldi  táncdialektusokhoz. A nyugati palócok pl. a régies dudazene emlékeit s a menyasszonyfektető  gyertyás tánc divatját a Dunántúlhoz hasonlóan őrzik, míg a keletiek táncaiban sok az alföldi vonás. A pásztortáncok maradványai több helyütt feltűnnek: nyugaton a kétbotos  kanásztánc és a söprűtánc, keleten pedig a botforgatós, olykor baltás pásztortáncokat járják a jellegzetes felföldi kanász- és dudanótákra. A palóc  karikázó legegyszerűbb, általános formája a kört állandóan napirányba forgató nyitó-záró lépés és az ezt követő gyors pergés. A karikázó nyugaton olykor gazdagabb, több részes, keleten pedig az Alföldre is jellemző  körcsárdással vegyül. A  sallai verbunk a nyugati, a  vasvári verbunkos a keleti vidékek jellemző férfitánca. Az utóbbi páros változatban is gyakori. A nyugati lassú  csárdást igen egyszerű, végig zárt fogásmóddal járják. A lenthangsúlyos friss csárdás viszont gazdag.
Legjellemzőbb mozzanatai a páros forgás, a  lippentős-bukós motívum s a párelengedős  csalogatás. Korábban a tánckezdő verbunkot itt a friss követte, a lassú csárdás csak később került a táncrendbe. A keleti lassú csárdás gazdagabb s a fenthangsúlyos frissel egybeolvad éppúgy, mint a Tiszántúlon; a nyílt fogásmódok, a félfordulós motívum és a férfi csapásoló figurázása jellemzi. A menyasszonyfektető gyertyás tánc különböző – osztó, vonuló páros és kígyó – formái a nyugati vidékre jellemzőek, kelet felé ritkul a használatuk.

### Kalotaszegi táncok

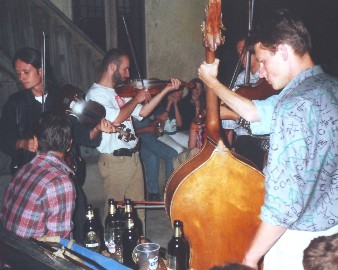
Kalotaszentkirályi néptánc tábor

Az erdélyi táncdialektus egyik kisebb, de talán a legismertebb egységeként számontartott előforduló táncváltozatok összessége. Magában foglalja a régi réteghez tartozó táncok legfejlettebb variánsait, ugyanakkor az új zenei és táncstílust képviseli.
Ezek a tempóbeli és ritmikai különbségekben megnyilvánuló sajátosságok részben az eltérő etnikai tulajdonérzetben nyilvánulnak meg. Az ugrós-legényes  típuscsalád erdélyi a sűrű legényes változatai közül a nyolcados mozgásritmusú  kalotaszegi legényes magyarok sajátja érte el  kifinomultan a fejlődés csúcsát. A legényes zene időtartama alatta leányok gyakran kis, zárt kört vagy köröket alkotva forognak, időnként irányváltással. (tropotyálás, siftelés, csoszogás) A legényest a 20. század első harmadában a táncciklust, egyúttal a táncmulatságot megkezdő funkcióban használták. A „jó” táncosok megfogyatkozásával egyre inkább a táncszünetek - külön rendelt - bemutató jellegű táncaként fordul elő. A legényesnek lassúbb újabb változatát rara, sárita  névváltozatokban a románok tartják magukénak.

### Moldvai csángó táncok
Leirását lásd a  Gyimesi csángó táncok című részben.

## Európai néptáncok

### Észak-Európai népi táncok
- Jenkka (finn)

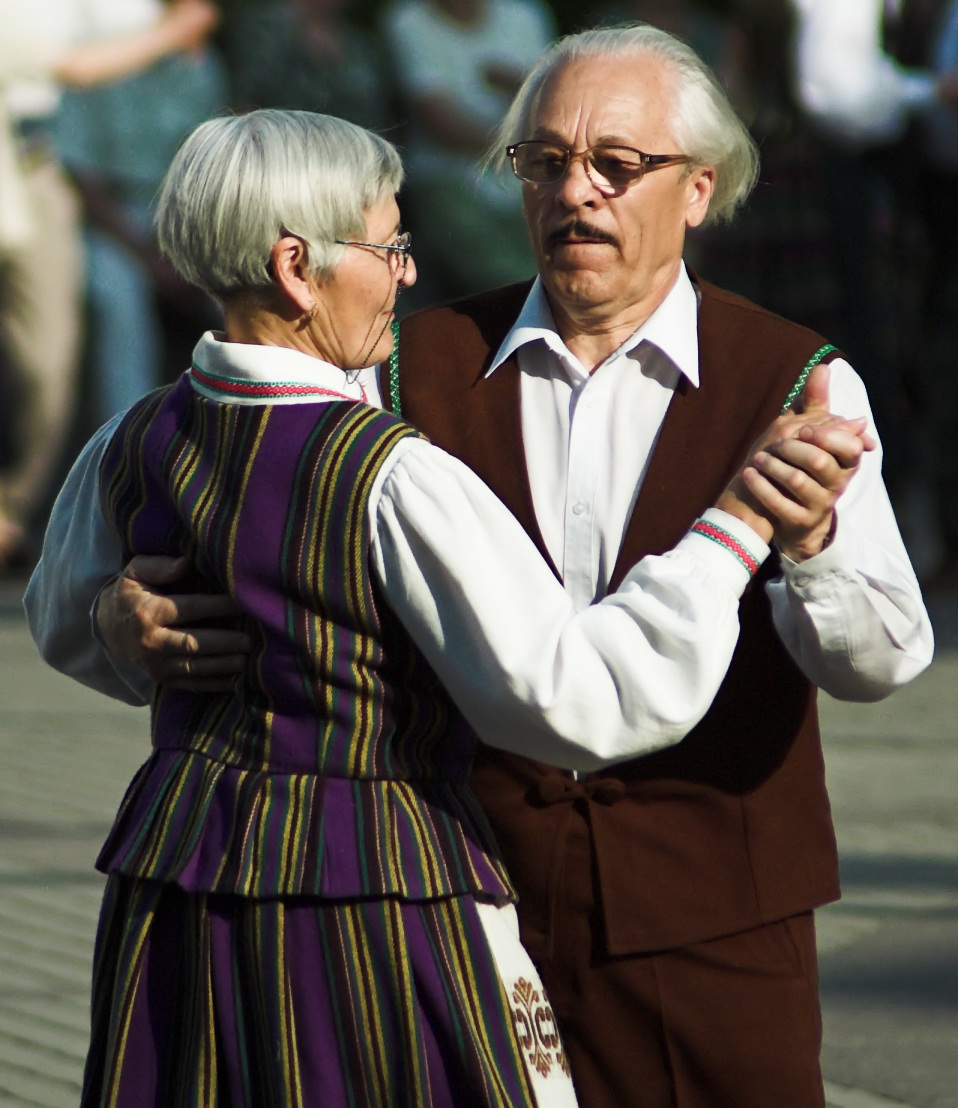
Hagyományos litván népitáncos pár felállása

Nemzeti hangszerük a kantele fogás nélküli népi pengetős hangszer, háromszögű fa rezonátortesttel. Húrjai újabban fémből, régebben lószőrből készültek. Sokhúros példányai a g-moll skála hangjait adják, 5 húros. A cimbalomra hasonlít, húrjait ujjakkal pengetik. Férfiak készítették és ők is szólaltatták meg. A középkorból az egyházi zenének maradtak fenn értékes emlékei. A reformáció idején, főleg a diákság körében együttesek alakultak. Finnország északi és keleti részeinek népzenéje nagy mértékben eltér a nyugati és déli partvidék népi zenéjétől. Az előbbi erős germán hatást mutat. Az ősibbnek tartott népzenét  Keleten találták. A kantele mellett a különféle pásztorsípok, kürtök, például a nyírkéregből készült Tuohyitorp a fűzfasíp, a "kecskeszarv" terjedt el. Johuikannel vagy JOUHIKKO pedig a hegedűre emlékeztető, háromhúros hangszer. A hegedű, főleg lakodalmakban fölhangzó hangszeres zene eszköze a nyugati határvidékeken. Keleten ilyen alkalmakkor a legszebb  zeneszerszám az emberi hang. Ahanuri vagy HAITARI néven nyugatról és keletről egyaránt elterjedt harmonika kiszorította az ősi hangszereket. Nyugaton tűnt fel a pellimani a népi ünnepek alkalmi népzenésze. A különféle hangszereken játszó palimannikból kis együttesek alakultak.
Zenéjükre járták a híres polkákat, valcereket, a jennkát és más népitáncokat. Leghíresebb zeneszerzője Sibelius, a finn romantikus nemzeti stílus megteremtője. Stílusában felfedezhető a finn népdalok hangzásvilága. Például egyik szimfonikus költeményében a Kalavelában. ()
- Letkiss (finn)
- Hambo:(svéd)

- Feröeri lánctánc

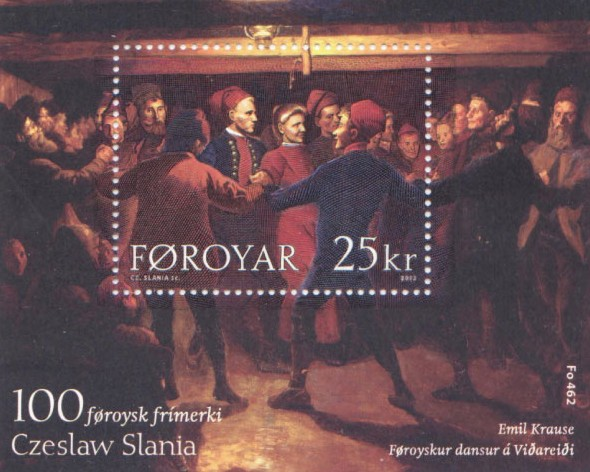
Feröeri lánctánc 1904beli festményen, ami egy bélyegblokkon található

A feröeri lánctánc a feröeriek nemzeti tánca, amelyet balladákkal kísérnek. Középkori eredetű körtánc, amely csak itt maradt fenn élő hagyományként. Hagyományosan körben táncolják, de ha sokan vannak, a kör változatos alakzatokat ölthet, miközben az emberek továbbra is egy folytonos láncot alkotnak.

### Írésskótnéptáncok
- Irish Dance
- Céilí Dancing
- Set Dance
- Sean Nós Stepptanz (Connemara)
- Hornpipe
- Jig
- Reel
- Polka
- Strathspey
- Scottish Country Dance

### Német és osztrák néptáncok
Dieser Sprachraum umfasst Schleswig-Holstein, Niedersachsen, Bremen, Hamburg und Mecklenburg-Vorpommern. Außerdem werden zum Bereich des niederdeutschen Volkstanzes auch Tänze aus Pommern, West- und Ostpreußen, den Grenzgegenden von Thüringen und Hessen sowie dem nördlichen Nordrhein-Westfalen gezählt.
Zu den gebräuchlichsten Tanzformen gehören:
Paartänze
Kreistänze
Tampeten
Figaro
Reihentänze
Trioletts
Zweipaartänze
Kontertänze
Quadrillen
Kegeltänze
Sechs- und Achtpaartänze
Viele dieser Tanzformen und auch ganze Tänze sind in anderen Gebieten Deutschlands und zum Teil auch über die deutschen Grenzen hinaus ebenfalls verbreitet.
Alpenländische Volkstänze [Bearbeiten]
Einige Tanzfamilien aus Bayern, Österreich und den anderen Alpenländern mit jeweils vielen Unterarten sind
Ländler bzw. Landler
Mazurka
Polka
Schottisch
Dreher
Walzer, (Deutscher Tanz)
Zwiefa

### Francia néptáncok
- An-Dro
- An Dro Retourné
- Bourrée
- Branle
- Dans Kef
- Dans Leon
- Gavotte Fisel
- Gavotte Montagne
- Gavotte Pourlet
- Hanter Dro
- Jilgodenn
- Kost ar c'hoat
- Laridée 8 temps
- Maraîchines
- Pach Pi
- Pile Menu
- Suite Plinn
- Quadrille de Locquenole
- Ridée 6 temps
- Rond de Landeda
- Rond de Loudeac
- Rond de St Vincent
- Trompeuse de Dinan
- Polka des Alumettes

### Olasz táncok
- Saltarello
- Tarantella
- Passacaglia
- Pizzica
- Taranta
- Viddaneddha

### Spanyol néptáncok
- Chacona

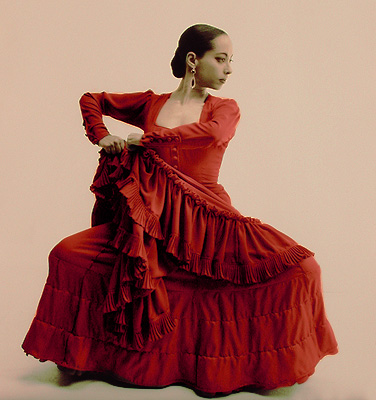
Flamenco táncosnő

A chacona vagy franciául chaconne egy a 16. századból származó spanyol nemzeti tánc, a passacaglia rokona. A különbség köztük mindössze annyi, hogy a chaconne-ban mozgó basszus található, továbbá az a lehetőség is adott, hogy a basszus a felső regiszterbe kerüljön.
- Jota

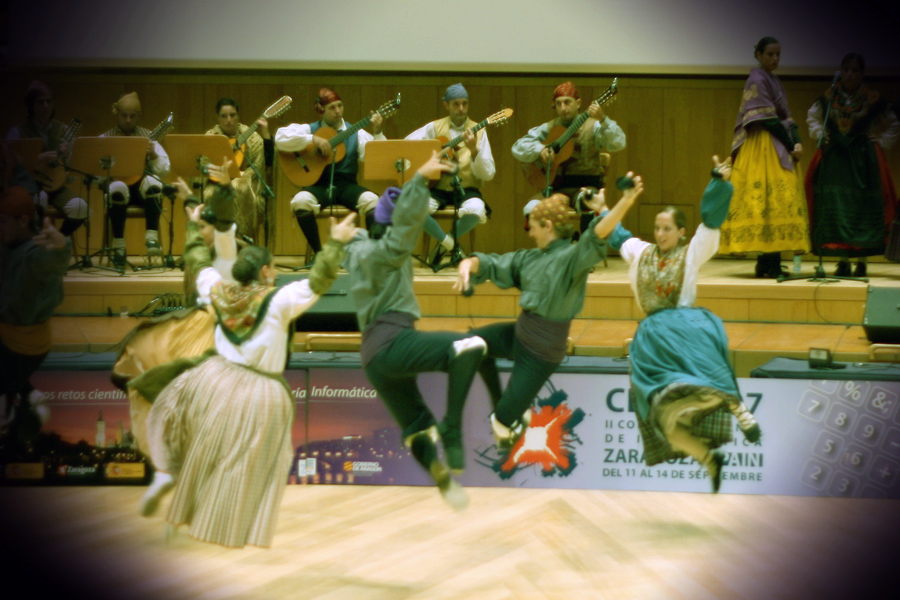
Jota

A jota (ejtsd: [chota], a spanyol jota, ez pedig a mozarab *šáwta [sauta] szóból, melynek végső forrása a latin SALTARE, ’táncol, ugrál’) jellegzetes spanyol néptáncok gyűjtőneve, illetve az őket kísérő zene. A stílus a 18. században keletkezett, gyökerei azonban valószínűleg a középkorra vezethetőek vissza. A jotának minden spanyol tartományban kialakult saját változata, a legismertebbek azonban az aragóniai és kasztíliai joták.
- Flamenco

A flamenco gyűjtőnév a spanyolországi Andalúziában élő cigányok által a 18–19. században elterjesztett népzenei és táncstílusokra. Legősibb formája az ének (cante), amihez hangszeres kíséret és tánc (baile) kapcsolódhat.

### Görög néptáncok
- Szirtaki
- Baiduska (Trákia)
- Ballos (görög szigetek)
- Dipat (Pondosz)
- Haniotikos (görög szigetek)
- Hasapikos
- Hasaposervikos
- Ikariotikos (görög szigetek)
- Kalamatianos
- Karagouna (Ipirosz)
- Karsilamas
- Koftos
- Kori Eleni (Makedonia)
- Kotsari (Pondosz)
- Koutsos (Trákia)
- Malevziotikos (Kréta)
- Mantilatos (Trákia)
- Omal (Pondosz)
- Pentozalis (görög szigetek)
- Pidichtos (görög szigetek)
- Raikos (Makedonia)
- Seranitsa (Pondosz)
- Sirtos
- Sirtos singathistos (Trákia)
- Sta dio (Ipirosz)
- Sta tria (Ipirosz)
- Susta (Kréta)
- Tamzara (Pondosz)
- Tik (Pondosz)
- Tik tromachton (Pondosz)
- Trigona (Pondosz)
- Tsamikos (Ipirosz)
- Tsestos (Trákia)
- Tsifteteli
- Zeibekiko
- Zonaradikos (Trákia)

### Délszláv táncok
- kóló
- drmeš

### Bolgár táncok
- Angelchovata (szevernyaski)
- Bachkovsko horo (rhodopi)
- Bansko horo (pirini)
- Buchimish (trák)
- Cavrac Eleno (pirini)
- Chele une (szevernyaski)
- Chetvorno horo (sop)
- Chichivoto horo (szevernyaski)
- Chirpansko horo (trák)
- Cigansko horo (sop)
- Cucunesh (sop)
- Dajchovo horo (szevernyaski)
- Danec
- Deninka
- Djanguritsa (pirini)
- Dunavsko Horo (szevernyaski)
- Elenino Horo vagy Eleno mome (szevernyaski)
- Eniovo horo (rhodopi)
- Gankino Horo (szevernyaski)
- Ginka (pirini)
- Grancarsko
- Graovsko horo (sop)
- Horo Trunskata (sop)
- Horo za pojas
- Ispayche (pirini)
- Izruchanca(szevernyaski)
- Jove malaj mome
- Kjustend. ruchenitza (sop)
- Kopanica
- Krivata (pirini)
- Malishevsko (pirini)
- Ochridsko horo (pirini)
- Opas
- Oreshaka (szevernyaski)
- Paidushko Horo (szevernyaski)
- Petrunino horo (sop)
- Povlekana (dobrudzsai)
- Pravo horo (trák)
- Raka (dobrudzsai)
- Ruchenitza (dobrudzsai)
- Sborenka (dobrudzsai)
- Selsko shopsko (sop)
- Shir vagy Sira (szevernyaski)
- Shirto (pirini)
- Shopska ruchenica (sop)
- Shopsko za poyas (sop)
- Shumadia (szevernyaski)
- Sitno vlashko (szevernyaski)
- Strumsko (pirini)
- Svornato Horo (rhodopi)
- Torlashko horo (szevernyaski)
- Trakiya Rachenitsa (trák)
- Trite Pati (trák)
- Tropanka (dobrudzsai)
- Varnensko Horo (dobrudzsai)
- Vlasko

### Román néptánc
- Hora
- Alunelul
- Briul pe opt

### További európai népi táncok
Kettentanz Färöisch
- Hopak (Ukrajna)
- Kazacsok (orosz, ukrán)
- Kolo (horvát, bosnyák, szerb)
- Letkisz (finn)
- Linđo (horvát)
- Polka (cseh és egész Európa)

## Más földrészek népi táncai

### Afgán néptáncok
- Atan

### Izraeli táncok
- Hora
- Debka

### Dél-Amerikai néptáncok
Line Dance
Square Dance

### Boliviai néptáncok
- Carnaval Betanceño
- Carnaval Vallegrandino
- Caporales
- Chacarera
- Cueca
- Diablada
- Huayño
- Kullawada
- Llamerada
- Macheteros
- Morenada
- Pujllay
- Saya
- Suri Sicuri
- Taquirari
- Tinku

### Perui népi táncok
- Marinera Norteña
- Cuadro criollo (Vals criollo, Marinera Limeña, La Resbalosa)
- Marinera Ayacuchana
- Tondero
- Huaylash
- Valicha
- Carnaval de Tinta
- Carnaval de Arapa
- Carnaval de Quota
- Sicuris
- Danza de tijeras
- Negrillos
- Pacasito
- Landó
- Festejo
- Zamacueca
- Alcatráz
- Movido típico
- Shapis
- Son de los diablos